# Liste von Mitgliedern des Adelsgeschlechtes von Wangenheim
Diese Tabelle enthält bekannte und weniger bekannte Mitglieder des Adelsgeschlechtes von Wangenheim. Bei einigen Personen sind die Geburts- und Sterbedaten (noch) nicht bekannt.
| Name | Geboren       | Geboren in                  | Gestorben     | Gestorben in                   | Anmerkungen | Bild (anklicken!)                                                                                            |  |
| --- | ------------- | --------------------------- | ------------- | ------------------------------ | --- | --- |  |
| Adam Adolph von Wangenheim (Winterstein) | 1679          |                             | 1744          | Winterstein                    | ist in der Wintersteiner Kirchengruft bestattet (?) | |  |
| Adam Carl Friedrich von Wangenheim (Winterstein) | 27. Dez. 1770 | Sonneborn                   | 19. Feb. 1846 |                                | Wirkl. Geheimrat und Präsident der Militair-Verwaltungskammer (Sachsen-Coburg und Gotha), Sohn von Friedrich Bernhard v.W., Vater von Ernst von Wangenheim, Ehemann von Charlotte Luise Auguste von Ziegesar (1775–1835) | |  |
| Adolf von Wangenheim | 20. Jan. 1797 | Hameln                      | 25. Okt. 1858 | Hannover                       | Staatsrat und Präsident des Obersteuer- und Schatzkollegiums im Königreich Hannover | Grabmal von Adolf von Wangenheim und anderer Familienmitglieder in Sonneborn                                 |  |
| Adolf von Wangenheim-Wake | 3. Aug. 1854  | Hannover                    | 30. März 1936 | Eldenburg                      | Rittergutsbesitzer und Mitglied des Deutschen Reichstags | |  |
| Adolf von Wangenheim | 8. Feb. 1927  | Waake                       | 18. Sep. 2020 | Göttingen                      | deutscher Politiker (CDU) und Mitglied des Niedersächsischen Landtages | Wahlplakat von 1982                                                                                          |  |
| Alexander Friedrich Karl Ludwig von Wangenheim | 21. Sep. 1792 |                             | 15. Juni 1867 |                                | preußischer Generalleutnant | |  |
| Alexander von Wangenheim | 31. Okt. 1872 | Wölfis                      | 1. März 1959  | Achenmühle                     | deutscher Politiker (NSDAP) | Porträt von 1934 oder früher                                                                                 |  |
| Alfred von Wangenheim |               |                             |               |                                | | Grabstein auf dem Friedhof von Sonneborn                                                                     |  |
| Anna Friederike von Wangenheim | 1686          |                             | 5. Sep. 1740  | Regensburg                     | Ehefrau von Johann Georg von Geismar, Gesandter am Reichstag in Regensburg | begraben mit Epitaph mit lesbarer Inschrift auf dem östlichen Gesandtenfriedhof bei der Dreieinigkeitskirche |  |
| Apel von Wangenheim (Winterstein) | 1547          |                             | 1569          |                                | (Lt. Grabplatte in der Kirche von Wangenheim) | Grabplatte                                                                                                   |  |
| Arthur von Wangenheim | 4. Feb. 1841  | Coburg                      | 30. Jan. 1912 | Erfurt                         | preußischer Generalleutnant | |  |
| Auguste Friedrike Charlotte von Wangenheim geb. von Hopfgarden | 24. Apr. 1771 |                             | 11. Dez. 1834 |                                | Frau d. Friedrich Ludwig Constantin von Wangenheim | Grabstätte auf dem Friedhof des Klosters Georgenthal                                                         |  |
| Balthasar von Wangenheim (Winterstein) | 1517          |                             | 2. März 1571  |                                | (Lt. Grabplatte in der Kirche von Wangenheim) | Grabplatte                                                                                                   |  |
| Bernhard von Wangenheim | 1477          |                             | 1519          |                                | (Lt. Grabplatte in der Kirche von Wangenheim) | Grabplatte                                                                                                   |  |
| Carl von Wangenheim | 2. Juli 1860  | Gut Neu-Lobitz bei Dramburg | 2. Aug. 1931  | Bückeburg                      | Landrat | |  |
| Carl Albert von Wangenheim | 23. Feb. 1839 | Kassel                      | 29. März 1911 | Auerbach                       | | Verheiratet mit Marie Louise, geb. Fresenius Bestattet auf dem Friedhof der Bergkirche Auerbach, Grabplatte  |  |
| Chris von Wangenheim | 21. Feb. 1942 | Breslau                     | 9. März 1981  |                                | In Fachkreisen sehr bekannter Modefotograf, starb durch einen Autounfall auf der Höhe seines Erfolgs | |  |
| Christian Ludwig von Wangenheim |               |                             | 1. Mai 1794   | Tournai                        | kurfürstlich braunschweig-lüneburgischer Generalmajor | |  |
| Christoph August von Wangenheim | 23. März 1741 | Hannover                    | 23. Juni 1830 | Hannover                       | Befehlshaber einer hannoveranischen Brigade während der Belagerung von Cuddalore im Amerikanischen Unabhängigkeitskrieg und dem Zweiten Mysore-Krieg                                                                     | |  |
| Conrad von Wangenheim | 17. Sep. 1849 | Neu-Lobitz                  | 10. Juni 1926 | Klein-Spiegel                  | Mitbegründer der Deutschen Vaterlandspartei | Foto Eng. Vorstand Bund der Landwirte. (2. v. l)                                                             |  |
| Constantin von Wangenheim | 1824          |                             | 1892          |                                | Landrat | |  |
| Curt von Wangenheim | 31. März 1862 | Gotha                       | 12. Nov. 1937 | Frankfurt am Main              | preußischer Oberst, Ritter des Ordens Pour le Mérite | Foto als Soldat                                                                                              |  |
| Detlev von Wangenheim | 1945          |                             |               |                                | Immobilienhändler | |  |
| Eduard Clemens Franz von Wangenheim | 1. Aug. 1871  | Wien                        | 22. Juli 1961 | Berlin                         | deutscher Schauspieler, Vater von Gustav von Wangenheim, Großvater d. Friedel von Wangenheim | Bühnenbild von 1960                                                                                          |  |
| Egon von Wangenheim | 10. Jan. 1899 | Berlin                      | 13. Dez. 1968 | Ostercappeln                   | deutscher Politiker (CDU) und Mitglied des Niedersächsischen Landtags | |  |
| Eleonore von Wangenheim, geb. von Ditfurth, trug bis 1942 und dann wieder ab 1947 den Namen ihres ersten Ehemannes, O.-Ing. u. Korvettenkapitän d. R. Ernst von Wangenheim (1891–1945). Scheidung 1930. | 19. Jan. 1903 | Hannover                    | 5. März 1992  | Jülich                         | Mitglied der NSDAP. Tätig in der NS-Frauenschaft und 1939 Sachbearbeiterin in der Reichsfrauenführung. Mitglied der Sozialistischen Reichspartei (S.R.P.). Referentin und Leiterin der Kameradschaftshilfe der S.R.P.    | |  |
| Ernst von Wangenheim | 26. Jan. 1797 | Gotha                       | 19. Juni 1860 | Gotha                          | Regierungspräsident in Gotha | |  |
| Ernst Wilhelm von Wangenheim | 29. Aug. 1829 |                             | 28. Sep. 1887 |                                | preußischer Generalmajor | |  |
| Ernst Hermann Hans von Wangenheim | 15. Nov. 1862 |                             | 1932          |                                | preußischer Generalmajor | |  |
| Ernst-August von Wangenheim | 12. Mai 1911  | Hannover                    | 15. Sep. 1995 | Hannover                       | Brigadegeneral | |  |
| Ernst Friedrich von Wangenheim | 14. Jan. 1941 | Detmold                     |               |                                | Vorsitzender der Familienstiftung (2007–2019) | |  |
| Ernst Friedrich Ulrich Hans von Wangenheim | 4. Juli 1859  | Georgenthal                 | 25. Okt. 1915 | Konstantinopel                 | außerord. bevollm. Botschafter; vermutlich kinderlos; Sohn d. Alexander von W. (23.09.1829 GTH-29.05.1908 GTH) | |  |
| Ernst Ludewig Adam Walrab von Wangenheim | 1760          |                             | 28. Sep. 1820 | Wiebrechtshausen               | Oberhauptmann, Klosteramtmann zu Wiebrechtshausen | |  |
| Ernst Ulrich Paul von Wangenheim (1861) | 13. Apr. 1861 | Gotha                       |               |                                | Sohn d. Alexander v. W. (1829–1908), Bruder d. Ernst Friedrich Ulrich Hans v. W. (1859–1915) | |  |
| Ernst Ulrich Paul von Wangenheim (1863) | 30. Apr. 1863 | Gotha                       | 23. Okt. 1917 | Vauxaillon                     | Sohn d. Alexander v. W. (1829–1908), Bruder d. Ernst Friedrich Ulrich Hans v. W. (1859–1915), d. Ernst Ulrich Paul v. W. (1861-), von Ulrich Friedemann v. W. (1871–1926)                                                | |  |
| Friedel von Wangenheim | 11. Mai 1939  | Moskau                      | 6. Apr. 2001  | Berlin                         | deutscher Chanson- und Bühnenautor, Schauspieler und Dramaturg, Sohn d. Inge und Gustav von Wangenheim, Enkel von Eduard von Winterstein, verheiratet mit Renate von Wangenheim                                          | |  |
| Friedrich (V., d. Ä.) von Wangenheim | 1377          |                             | 1431          |                                | (Lt. Grabplatte in der Kirche von Wangenheim) | Grabplatte                                                                                                   |  |
| Friedrich Ludwig Walrab von Wangenheim | 9. Jan. 1670  |                             | 4. Dez. 1817  | Generalmajor, Schloßhauptmann. | | 2 Gedenktafeln in Brüheim                                                                                    |  |
| Friedrich von Wangenheim | 1717          |                             | 1775          |                                | Ritter des Ordens Pour le Mérite | |  |
| Friedrich Adam Julius von Wangenheim | 8. Feb. 1749  | Sonneborn                   | 25. März 1800 | Gumbinnen                      | deutscher Dendrologe | |  |
| Friedrich August Wilhelm von Wangenheim | 28. Juni 1761 |                             | 15. Mai 1834  |                                | Ehemann d. Wilhelmine von Wangenbach | Grabstein auf dem Friedhof von Sonneborn                                                                     |  |
| Friedrich Ludwig Constantin von Wangenheim | 1. Jan. 1751  |                             | 30. Juni 1827 |                                | herzoglich-sächsisch-gothaischer Landjägermeister, Ehemann von Auguste Friedrike Charlotte von Wangenheim, geb. von Hopfgarden                                                                                           | Grabstätte auf dem Friedhof des Klosters Georgenthal                                                         |  |
| Friedrich Wilhelm von Wangenheim | 14. Okt. 1720 | Gotha                       | 24. Juni 1799 | Warmbrunn                      | preußischer Generalmajor | |  |
| Friedrich (Silvius Karl) von Wangenheim | 22. Aug. 1859 | Jägerswalde                 | 7. Sep. 1942  | Brüheim                        | preußischer Generalmajor. Senior der Familie | |  |
| Georg von Wangenheim | 2. Okt. 1606  |                             | 20. März 1660 |                                | Haushofmeister Sachsen-Gotha | |  |
| Georg August von Wangenheim | 9. Nov. 1706  |                             | 14. Sep. 1780 | Hannover                       | kurfürstlich braunschweig-lüneburgischer General | |  |
| Georg Christian von Wangenheim (Georg Christian Ernst Ludwig August von Wangenheim) | 17. Aug. 1780 | Hannover                    | 21. Okt. 1851 | Hannover                       | hannoverscher Oberhofmarschall | |  |
| George Friedrich Ernst Dorotheus von Wangenheim | 3. Feb. 1830  | Hasperde                    | 17. März 1867 | Wake                           | Koenigl. Hannoverscher Praesident d. Obersteuer und Schatzcollegiums, Commandeur des Guelphen-Ordens | Grabmal auf dem Friedhof von Sonneborn                                                                       |  |
| Georg Ludewig Ernst von Wangenheim | 16. Apr. 1667 | Osnabrück                   | 9. Dez. 1694  | Hannover                       | (Lt. Grabplatte in der Kirche von Dudensen) | |  |
| Georg Melchior von Wangenheim | 1580          |                             | 1631          |                                | Ritterschaftlicher Obersteuereinnehmer | |  |
| Georg Philipp Wilhelm von Wangenheim | 1735          |                             | 1799          |                                | kurfürstlich braunschweig-lüneburgischer Generalmajor | |  |
| Georg Wilhelm von Wangenheim | 28. Sep. 1591 | Herbsleben                  | 30. Apr. 1651 | Wangenheim                     | Obereinnehmer zu Gotha (Lt. Grabplatte in der Kirche von Wangenheim) | Grabplatte                                                                                                   |  |
| Günther Freiherr von Wangenheim | 21. Mai 1868  |                             | 10. Dez. 1934 |                                | | Grabstätte auf dem Friedhof des Klosters Georgenthal                                                         |  |
| Gustav Freiherr von Wangenheim | 18. Feb. 1895 | Wiesbaden                   | 5. Aug. 1975  | Berlin                         | deutscher Schauspieler | |  |
| Hans von Wangenheim | 1859          |                             | 1915          |                                | deutscher Diplomat | Porträt ca. 1915                                                                                             |  |
| Hans Georg von Wangenheim-Winterstein | 30. Dez. 1900 |                             | 12. Jan. 1921 |                                | | Grabstein in Berlin-Friedrichsfelde                                                                          |  |
| Hans Walrab von Wangenheim | 13. Dez. 1884 | Klein-Spiegel               | 1947          |                                | deutscher Agrarpolitiker und Zeitungsverleger | |  |
| Hartmann Ludwig von Wangenheim | 29. Sep. 1633 |                             | 30. Dez. 1718 |                                | Hannoverscher Oberforst- u. Jägermeister, ab 1700 Lehensträger des Rittergutes Waake | |  |
| Hedwig von Wangenheim-Winterstein | 16. Okt. 1866 |                             | 22. Aug. 1965 |                                | Frau d. Eduard Clemens Franz von Wangenheim | Grabstein in Berlin-Friedrichsfelde                                                                          |  |
| Heinrich Bernhard von Wangenheim |               |                             |               | Winterstein                    | ist in der Wintersteiner Kirchengruft bestattet (?) | |  |
| Hermann von Wangenheim | 31. März 1807 |                             | 29. Okt. 1889 |                                | Kgl. Hann. Klosterkammer-Direktor. Gutsbesitzer in Waake | |  |
| Hubert von Wangenheim | 4. Nov. 1904  | Berlin-Charlottenburg       | 3. Sep. 1973  | Langenfeld b. Gelting          | Flottillenadmiral | |  |
| Inge Freifrau von Wangenheim geb. Ingeborg Franke | 1. Juli 1912  | Berlin                      | 6. Apr. 1993  | Weimar                         | deutsche Schauspielerin und Schriftstellerin, Mutter d. Friedel von Wangenheim, verheiratet mit Gustav von Wangenheim | Porträt |  |
| Jobst (d. J.) von Wangenheim | 1580          |                             | 22. Dez. 1599 |                                | (Lt. Grabplatte in der Kirche von Wangenheim) | Grabplatte                                                                                                   |  |
| Johannes (Hans IV.,) Ritter von Wangenheim | 1448          |                             | 1503          |                                | (Lt. Grabplatte in der Kirche von Wangenheim) Teilte seine Güter testamentarisch auf die Linien Wangenheim und Winterstein                                                                                               | Grabplatte                                                                                                   |  |
| Johann Georg von Wangenheim | 1642          |                             | 1704          | Gotha                          | Wirklicher Geheimer Rat und Obersteuerdirektor | |  |
| Julius August von Wangenheim | 1801          |                             | 1861          |                                | herzoglicher Kammerherr u. Geheimer Regierungsrat (Sachsen-Coburg-Gotha) | |  |
| Karl August Freiherr von Wangenheim | 14. März 1773 | Gotha                       | 19. Juli 1850 | Coburg                         | ab 1816 württembergischer Kultusminister und ab 1817 Bundestagsgesandter, Vater d. Karl Bernhard von Wangenheim | Porträt von 1819                                                                                             |  |
| Karl Bernhard Freiherr von Wangenheim |               |                             |               |                                | General im Herzogtum Sachsen-Gotha-Altenburg, Vater d. Karl August von Wangenheim | |  |
| Konrad von Wangenheim | 20. Aug. 1909 |                             | Feb. 1953     | bei Stalingrad                 | 1936 Olympiasieger im Vielseitigkeitsreiten, Vater des US-amerikanischen Modefotografen Christopher „Chris“ von Wangenheim (* 21. Februar 1942, † 9. März 1981)                                                          | |  |
| Konstantin von Wangenheim | 1. Aug. 1824  | Gotha                       | 26. Jan. 1892 | Brüheim                        | deutscher Verwaltungsbeamter | Schattenriss                                                                                                 |  |
| Lina von Wangenheim geb. Rohmann | 27. Nov. 1845 |                             | 23. Juli 19?? |                                | | Grabstein auf dem Friedhof von Sonneborn                                                                     |  |
| Ludwig von Wangenheim |               |                             | 1304          |                                | Ritter und Ehemann der Jutta Schenkin von Vargula | |  |
| Luise von Wangenheim | 26. März 1864 |                             | 1. Feb. 1938  |                                | | Grabstätte auf dem Friedhof des Klosters Georgenthal                                                         |  |
| Maria von Wangenheim |               |                             |               |                                | seit 1622 Ehefrau des Erfurter Waidhändlers Otto Heinrich von Ziegler | |  |
| Mathilde von Wangenheim | 22. Aug. 1873 |                             | 17. Juli 194? |                                | Schwester d. Paula von Wangenheim | Grabstein auf dem Friedhof von Sonneborn                                                                     |  |
| Paula von Wangenheim | 1. Feb. 1870  |                             | 27. Juni 19?? |                                | Schwester d. Mathilde von Wangenheim | Grabstein auf dem Friedhof von Sonneborn                                                                     |  |
| Renate von Wangenheim geb. Renate Reinecke | 21. Apr. 1944 | Wendgräben                  | 19. Dez. 2016 |                                | deutsche Schauspielerin, verheiratet mit Friedel von Wangenheim | |  |
| Reinhardt von Wangenheim | 1519          |                             | 1554(6)       |                                | (Lt. Grabplatte in der Kirche von Wangenheim) | Grabplatte                                                                                                   |  |
| Walrab von Wangenheim (Ludwig Adam Ernst Walrab von Wangenheim) |               |                             |               |                                | großbritannischer u. hannoverscher Oberhauptmann, Vater d. Adolf von Wangenheim | |  |
| Walrab von Wangenheim (Winterstein) | 2. Aug. 1831  | Hannover                    | 29. Nov. 1909 | Sonneborn                      | Rittergutsbesitzer, Offizier und Mitglied des Deutschen Reichstags | Grabstätte in Sonneborn                                                                                      |  |
| Walrab von Wangenheim | 11. Juni 1884 | Eldenburg                   | 8. Mai 1947   | Waake                          | deutscher Politiker (NLP) und Mitglied des Ernannten Hannoverschen Landtags | |  |
| Walrab von Wangenheim (geb. 1900) | 12. März 1900 | Berlin-Wilmersdorf          | 1968          |                                | Landrat d. Kreises Beuthen-Tarnowitz in Schlesien. Mitbesitzer von Brüheim. Enkel d. Landrats Konstantin von Wangenheim (s. o.)                                                                                          | |  |
| Wilhelmine von Wangenheim geb. Meyer | 7. Okt. 1780  |                             | 5. April 18?? |                                | Ehefrau d. Friedrich August Wilhelm von Wangenbach | Grabstein auf dem Friedhof von Sonneborn                                                                     |  |
| Walther Christian von Wangenheim | 16. Mai 1847  | Neu-Lobitz                  | 10. Aug. 1903 | Buenos Aires                   | Kais. dt. a. o. Gesandter u. bevollm. Minister | |  |
| Wolfgang von Wangenheim | 3. Aug. 1938  | Teltow                      |               |                                | Germanist und Kunsthistoriker | |  |